# 劉賛 (南朝宋)
劉賛（劉贊、りゅう さん、泰始6年（470年）- 昇明3年4月3日（479年5月9日））は、南朝宋の皇族。武陵王。明帝劉彧の九男。字は仲敷。

## 経歴
劉彧と徐良人のあいだの子として生まれた。元徽2年（474年）12月、武陵王に封じられた。元徽4年（476年）7月、使持節・都督南徐兗青冀五州諸軍事・北中郎将・南徐州刺史に任じられた。昇明元年（477年）7月、持節・都督郢州司州之義陽諸軍事・前将軍・郢州刺史に転じた。12月、都督荊湘雍益梁寧南北秦八州諸軍事・安西将軍・荊州刺史となった。昇明2年（478年）、沈攸之の乱が鎮圧されると、劉賛は江陵に赴任した。昇明3年（479年）4月、死去。封国は除かれた。

## 伝記資料
- 『宋書』巻80 列伝第40
- 『南史』巻14 列伝第4